# 鶴田町立水元中学校
鶴田町立水元中学校（つるたちょうりつ みずもとちゅうがっこう）は、青森県北津軽郡鶴田町にあった公立中学校。

## 沿革
- 1947年（昭和22年）
  - 4月1日 - 学制改革により、設立。校舎は、水元小学校校舎に併設。
  - 4月21日 - 開校式挙行。
- 1948年（昭和23年）4月7日 - 校舎狭隘の為、妙堂崎小学校に2学級の分室を設け、出張授業を行ったが、教員不足の為、2学期より引き上げ、学級数を縮小。
- 1951年（昭和26年）8月 - 校地68.8aを購入し、独立校舎新築工事着工。
- 1953年（昭和28年）
  - 1月 - 新築校舎竣工。
  - 2月 - 新校舎に移転。
  - 4月 - 体育館新築工事着工。
  - 10月25日 - 独立校舎と体育館落成式挙行。
- 1954年（昭和29年）9月 - 図書室設置。
- 1955年（昭和30年）
  - 3月1日 - 水元村が鶴田町に合併されたため、鶴田町立水元中学校に改称。
  - 10月 - 校歌作詞完成（青森県立図書館長ː小野正文）。
- 1956年（昭和31年）1月 - 校歌作曲完成（弘前大学ː清野健）。
- 1957年（昭和32年）12月7日 - 創立十周年記念式典挙行。
- 1958年（昭和33年）5月 - 生徒用自転車置場設置。
- 1959年（昭和34年）1月 - 物置小屋設置。
- 1960年（昭和35年）
  - 4月1日 - 校歌制定。
  - 9月6日 - 生徒用自転車置場増設。
  - 12月3日 - 薪小屋設置。
- 1961年（昭和36年）11月3日 - 校地西側の個人所有のりんご畑を購入し、校地拡張。2教室増築。
- 1962年（昭和37年）5月20日 - 職員用自転車置場設置。
- 1967年（昭和42年）
  - 5月1日 - 校長室及び宿直室設置。
  - 9月9日 - 創立二十周年記念式典挙行。同日、記念事業協賛会より、校長室用応接セット、図書室用机及び椅子、校旗及び国旗掲揚台が寄贈された。
- 1968年（昭和43年）5月1日 - センター方式の学校給食開始。
- 1969年（昭和44年）
  - 4月30日 - 指令により、宿直廃止。
  - 7月25日 - 水元小学校との合同の水泳プールを小学校校庭に設置。
- 1970年（昭和45年）4月1日 - 町内4中学校の統合により、鶴田中学校水元校舎に改称（名目上の廃校）。
- 1972年（昭和47年）4月1日 - 鶴田中学校新校舎完成により、完全統合（事実上完全廃校）。

## 学区
- 旧水元村域

## 参考資料
- 『鶴田町誌 下巻』（1979年3月31日発行）532頁～533頁「第三節各学校 第十一章教育 7梅沢中学校 (二)主要施設・設備・行事等」
- 『青森県教育史 別巻』（1973年12月20日発行）「学校沿革 中学校」915頁「水元中学校」
- 『水元中学校沿革史』（2001年4月1日発行）1頁～7頁「(1)学校沿革史の概要(年表)」